# Via Carpatia

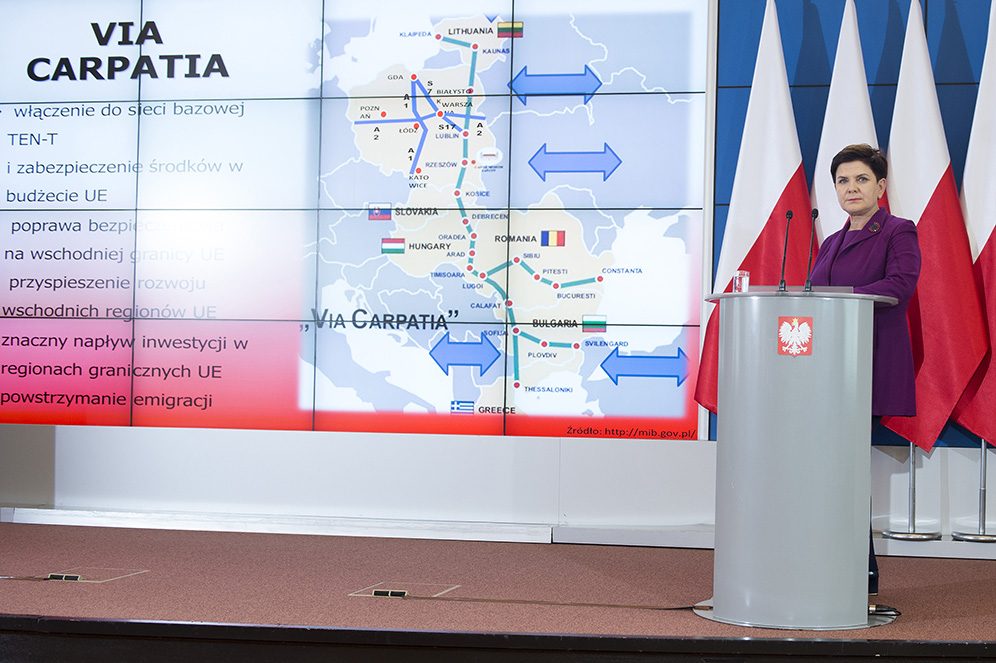
Beata Szydłová v roce 2016 představuje Via Carpatii

Via Carpatia (nebo Via Carpathia) je plánovaná nadnárodní dálniční síť spojující litevskou Klaipėdu a řeckou Soluň. Otevření je naplánováno na rok 2025.
Polská část Via Carpatie byla v roce 2021 pojmenována po zesnulém prezidentovi Lechu Kaczyńskim.

## Dějiny
Na trase se původně v roce 2006 dohodly Litva, Polsko, Slovensko a Maďarsko. V roce 2010 se k této skupině připojilo Rumunsko, Bulharsko a Řecko, které podepsaly tzv. Łańcutskou deklaraci.
Dne 22. června 2017 podepsaly Polsko a Ukrajina smlouvu o spolupráci při výstavbě silnice. Signatáři uvedli, že silnice by mohla být součástí transevropské dopravní sítě (TEN-T).
Stavba byla zahájena v jednotlivých úsecích podél trasy s tím, že celá silnice by měla být otevřena v roce 2025.
Úseky, o kterých je známo, že jsou ve výstavbě nebo dokončeny, jsou:
Větev 1:
- 4 úseky (184 kilometrů) rychlostní silnice S19 a 96 kilometrů rychlostní silnice S61 v Polsku
- Rychlostní silnice R4 na Slovensku[6]
- Části dálnice M30 v Maďarsku. Maďarská část se otevřela veřejnosti v říjnu 2021 dokončením chybějícího spojení mezi Miskolcem a slovenskou hranicí.[7]
- Západní část dálnice A6 v Rumunsku (z Calafatu do Lugoje)
- Most Nové Evropy přes Dunaj z rumunského Calafatu do bulharského Vidinu
- Části rychlostní silnice Botevgrad-Vidin v Bulharsku
- Části dálnice Struma v Bulharsku

Větev 2:
- Dálnice A1 v Rumunsku (z Aradu do Bukurešti)
- Jižní půlkruh dálnice A0 v Rumunsku (ze západní do východní Bukurešti)
- Dálnice A2 v Rumunsku (z Bukurešti do Constanţy)

## Popis trasy
Silnice povede v obecném severojižním směru střední Evropou od Baltského moře ke Středozemnímu moři. Na severu končí u litevského přístavního města Klaipėdy. Vede východním směrem skrz Litvu, východním Polskem, východním Slovenskem, následně protne maďarskou a rumunskou hranici. Pokračuje v západním Rumunsku a západním Bulharsku, až se dostane do Řecka. Na jihu končí u řeckého přístavního města Soluně. Na jihu se také větví na východ přes Rumunsko do černomořského přístavního města Constanța.